# Zymoxenogloea eriophori
Zymoxenogloea eriophori är en svampart som beskrevs av D.J. McLaughlin & Doublés 1992. Zymoxenogloea eriophori ingår i släktet Zymoxenogloea, klassen Pucciniomycetes, divisionen basidiesvampar och riket svampar.   Inga underarter finns listade i Catalogue of Life.